# Henry Travers
Henry Travers, pseudonimo di Travers John Heagerty (Prudhoe, 5 marzo 1874 – Hollywood, 18 ottobre 1965), è stato un attore britannico.

## Biografia
Nato nel 1874, Henry Travers iniziò la sua carriera calcando i palcoscenici britannici, per poi trasferirsi negli Stati Uniti e lavorare a Broadway, dove si affermò come valido caratterista. Debuttò nel cinema nel 1933, quando aveva già superato i 50 anni di età, interpretando negli anni successivi un elevato numero di film di primo piano, tra i quali Una pallottola per Roy (1941), Prigionieri del passato (1942) e L'ombra del dubbio (1943).
Volto rugoso e bocca sottile, Travers interpretò prevalentemente anziani e amabili gentiluomini dall'aspetto irresistibilmente benevolo, raggiungendo l'apice della propria carriera con il ruolo di Clarence Oddbody, l'angelo di "seconda classe" che viene inviato sulla Terra a salvare George Bailey (James Stewart) dal suicidio, mostrandogli come sarebbe stata la vita se lui non fosse mai nato, nel film La vita è meravigliosa (1946) di Frank Capra.
Fu candidato all'Oscar come migliore attore non protagonista per La signora Miniver (1942) di William Wyler.

## Filmografia
- Notturno viennese (Reunion in Vienna), regia di Sidney Franklin (1933)
- Another Language, regia di Edward H. Griffith (1933)
- My Weakness, regia di David Butler (1933)
- L'uomo invisibile (The Invisible Man), regia di James Whale (1933)
- La morte in vacanza (Death Takes a Holiday), regia di Mitchell Leisen (1934)
- Born to Be Bad, regia di Lowell Sherman (1934)
- The Party's Over, regia di Walter Lang (1934)
- Ready for Love, regia di Marion Gering (1934)
- Maybe It's Love, regia di William C. McGann (1935)
- Lo scandalo del giorno (After Office Hours), regia di Robert Z. Leonard (1935)
- Captain Hurricane, regia di John S. Robertson (1935)
- Four Hours to Kill!, regia di Mitchell Leisen (1935)
- La modella mascherata (Escapade), regia di Robert Z. Leonard (1935)
- Pursuit, regia di Edwin L. Marin (1935)
- Seven Keys to Baldpate, regia di William Hamilton ed Edward Killy (1935)
- Too Many Parents, regia di Robert F. McGowan (1936)
- Io ti aspetterò (The Sisters), regia di Anatole Litvak (1938)
- La bolgia dei vivi (You Can't Get Away with Murder), regia di Lewis Seiler (1939)
- Gli avventurieri (Dodge City), regia di Michael Curtiz (1939)
- Tramonto (Dark Victory), regia di Edmund Goulding (1939)
- On Borrowed Time, regia di Harold S. Bucquet (1939)
- L'esploratore scomparso (Stanley and Livingstone), regia di Henry King e Otto Brower (1939)
- La grande pioggia (The Rains Came), regia di Clarence Brown (1939)
- Una donna dimentica (Remember?), regia di Norman Z. McLeod (1939)
- Piccolo porto (Primrose Path), regia di Gregory La Cava (1940)
- Il romanzo di una vita (Edison, the Man), regia di Clarence Brown (1940)
- Anne of Windy Poplars, regia di Jack Hively (1940)
- Avventura nel Wyoming (Wyoming), regia di Richard Thorpe (1940)
- Una pallottola per Roy (High Sierra), regia di Raoul Walsh (1941)
- Marinai allegri (A Girl, a Guy and a Gob), regia di Richard Wallace (1941)
- Pancho il messicano (The Bad Man), regia di Richard Thorpe (1941)
- I'll Wait for You, regia di Robert B. Sinclair (1941)
- Colpo di fulmine (Ball of Fire), regia di Howard Hawks (1941)
- La signora Miniver (Mrs. Miniver), regia di William Wyler (1942)
- Pierre of the Plains, regia di George B. Seitz (1942)
- Prigionieri del passato (Random Harvest), regia di Mervyn LeRoy (1942)
- L'ombra del dubbio (Shadow of a Doubt), regia di Alfred Hitchcock (1943)
- La luna è tramontata (The Moon Is Down), regia di Irving Pichel (1943)
- Madame Curie, regia di Mervyn LeRoy (1943)
- Nessuno sfuggirà (None Shall Escape), regia di André De Toth (1944)
- La stirpe del drago (Dragon Seed), regia di Harold S. Bucquet e Jack Conway (1944)
- The Very Thought of You, regia di Delmer Daves (1944)
- Luna senza miele (Thrill of a Romance), regia di Richard Thorpe (1945)
- L'arca di Noè (The Naughty Nineties) regia di Jean Yarbrough (1945)
- Le campane di Santa Maria (The Bells of St. Mary's), regia di Leo McCarey (1945)
- L'ultimo orizzonte (Gallant Journey), regia di William A. Wellman (1946)
- Il cucciolo (The Yearling), regia di Clarence Brown (1946)
- La vita è meravigliosa (It's a Wonderful Life), regia di Frank Capra (1946)
- La fiamma (The Flame), regia di John H. Auer (1947)
- Codice d'onore (Beyond Glory), regia di John Farrow (1948)
- Delitto senza peccato (The Accused), regia di William Dieterle (1949) (non accreditato)
- La foglia di Eva (The Girl from Jones Beach), regia di Peter Godfrey (1949)

## Riconoscimenti
- Premio Oscar
  - 1943 – Candidatura al miglior attore non protagonista per La signora Miniver

## Doppiatori italiani
- Corrado Racca in La bolgia dei vivi, Piccolo porto, Una pallottola per Roy, Colpo di fulmine, Prigionieri del passato, La vita è meravigliosa
- Lauro Gazzolo in La signora Miniver, Le campane di Santa Maria, Il cucciolo
- Amilcare Pettinelli in Una donna dimentica, La foglia di Eva
- Nerio Bernardi in L'ombra del dubbio
- Paolo Stoppa e Carlo Romano in La grande pioggia
- Giancarlo Padoan in L'uomo invisibile (ridoppiaggio)
- Sandro Pellegrini in Gli avventurieri (ridoppiaggio)
- Marcello Mandò in Tramonto (ridoppiaggio)
- Manlio Guardabassi in L'esploratore scomparso (ridoppiaggio)